# Kiwane Garris
Kiwane Lemorris Garris, (nacido el 24 de septiembre de 1974 en Chicago, Illinois) es un exjugador de baloncesto estadounidense. Con 1.89 de estatura, su puesto natural en la cancha era el de base. 

## Trayectoria
- Westinghouse High School
- Universidad de Illinois (1993-1997)
- Grand Rapids Hoops (1997)
- Denver Nuggets (1997-1998)
- ALBA Berlín (1998-1999)
- TuS Lichterfelde (1999)
- Grand  Rapids Hoops (1999)
- Orlando Magic (1999-2000)
- Grand  Rapids Hoops (2000)
- Trotamundos de Carabobo (2000)
- Beşiktaş (2000)
- Gary Steelheads (2000-2001)
- New Mexico Slam (2001)
- Évreux (2001)
- Virtus Ragusa (2001-2002)
- S.S. Szczeciński (2002)
- Robur Osimo (2002-2003)
- Pallacanestro Reggiana (2003-2005)
- Fortitudo Bologna (2005-2006)
- Olimpia Milano (2006-2007)
- Sutor Montegranaro (2007-2009)
- Reyer Venezia (2009-2010)